# Welinton
Welinton (* 10. April 1989 in Rio de Janeiro; mit vollem Namen Welinton Souza Silva) ist ein brasilianischer Fußballspieler.

## Karriere

### Verein
Welinton spielte in der Jugend ab 2007 für Flamengo Rio de Janeiro. 2009 gewann er mit Flamengo in seiner ersten Profisaison die Staatsmeisterschaft von Rio de Janeiro und wurde Brasilianischer Meister. Bis zu seinem Transfer 2017 wurde er vom Verein insgesamt vier Mal ausgeliehen.
Im Sommer 2016 wurde erst sein Wechsel zum türkischen Erstligisten Gaziantepspor verkündet und anschließend dieser wieder aufgehoben. Nachdem er von 2017 bis 2020 bei Alanyaspor aktiv gewesen war, wechselte er im August 2020 zum Ligakonkurrenten Beşiktaş Istanbul. Mit dem Verein konnte er dann auf Anhieb die nationale Meisterschaft feiern.
Im Sommer 2023 wechselte er ligaintern zu Aufsteiger Pendikspor.

### Nationalmannschaft
2009 wurde er mit Brasilien U-20-Südamerikameister und kam dabei in acht von neun Turnierspielen zum Einsatz.

## Erfolge
Flamengo
- Staatsmeisterschaft von Rio de Janeiro: 2008, 2009, 2011, 2014
- Taça Rio: 2009, 2011
- Campeonato Brasileiro de Futebol: 2009
- Taça Guanabara: 2011, 2014

Beşiktaş
- Türkischer Meister: 2020

Brasilien
- U-20-Südamerikameister: 2009